# Eolit

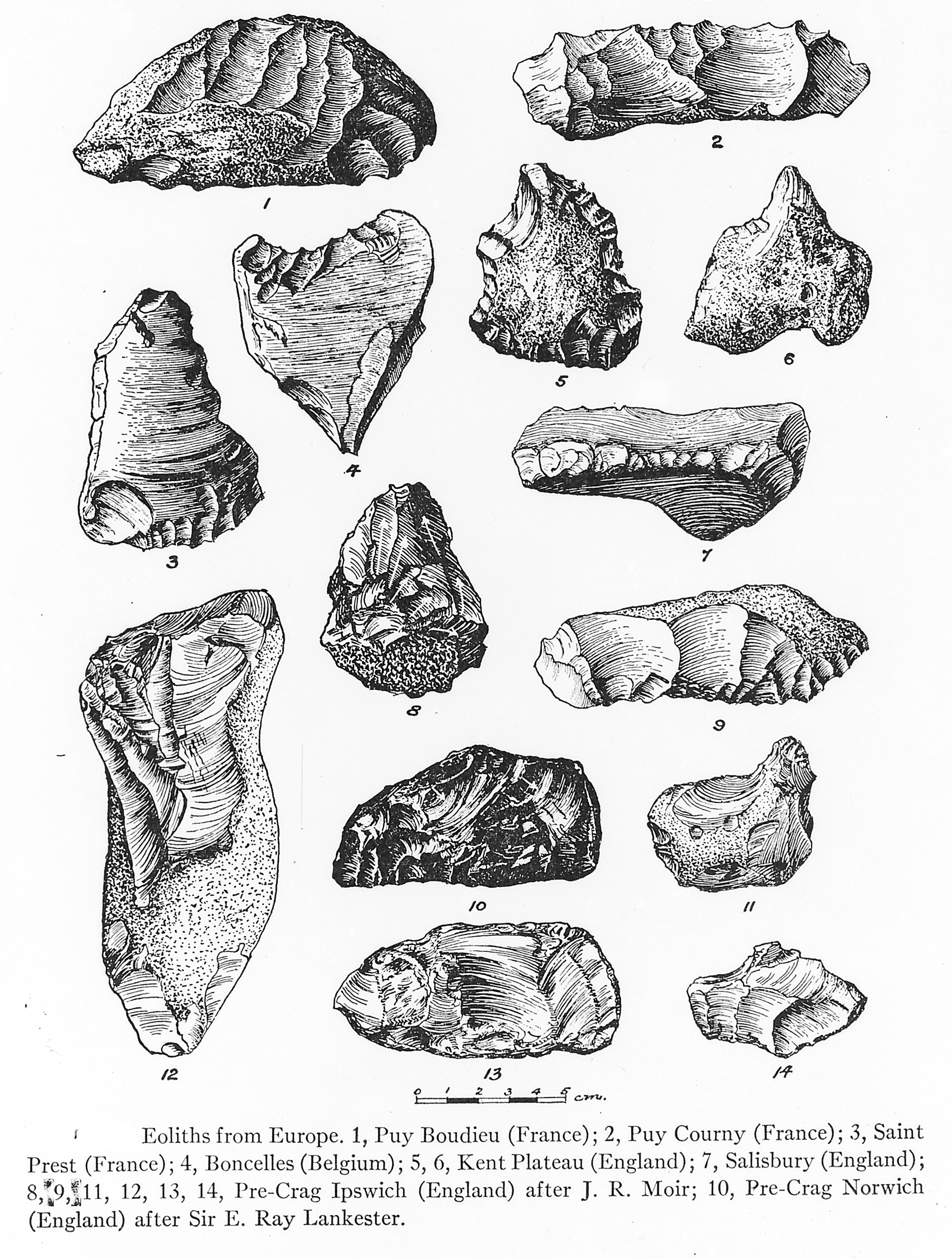
Eolity z Francji, Belgii i Anglii

Eolit (gr. eós świt, jutrzenka, líthos kamień) – kamień o nieregularnych, obrobionych brzegach, który na skutek działania procesów geologicznych zyskał formę, przypominającą pierwotne narzędzia kamienne człowieka; również najprostsze narzędzie krzemienne z wczesnego paleolitu.
Pierwsze eolity odkrył w 1885 Benjamin Harrison, archeolog amator. Odkrycie Harrisona opublikował w 1891 brytyjski geolog sir Joseph Prestwich, uznając kamienie za surowe, pierwotne narzędzia pochodzące z epoki pliocenu. Dalsze odkrycia eolitów  na początku XX wieku we wschodniej Anglii, a także na kontynencie europejskim zostały odebrane jako dowody na istnienie człowieka na tych terenach jeszcze przed najstarszymi znanymi skamieniałościami. Posłużono się nimi jako potwierdzenie autentyczności szkieletu Człowieka z Piltdown.
Ze względu na prymitywny, surowy charakter obróbki kamienia wysunięto teorię o eolitach jako tworach powstałych na skutek naturalnych procesów geologicznych, jak działalność lodowca czy erozja. W 1905 roku francuski archeolog Marcellin Boule w dziele L'Anthropologie zaprzeczył, jakoby eolity były artefaktami.